# Puppy Dog Pals
Puppy Dog Pals (Bingo y Rolly en España) es una serie animada infantil estadounidense, producida por Wild Canary Animation. La serie fue estrenada el 14 de abril de 2017 en Disney Junior y Disney Channel. En Latinoamérica, fue preestrenada el 5 de agosto de 2017 en Disney Channel y se estrenó el 12 de agosto en Disney Junior.

## Sinopsis

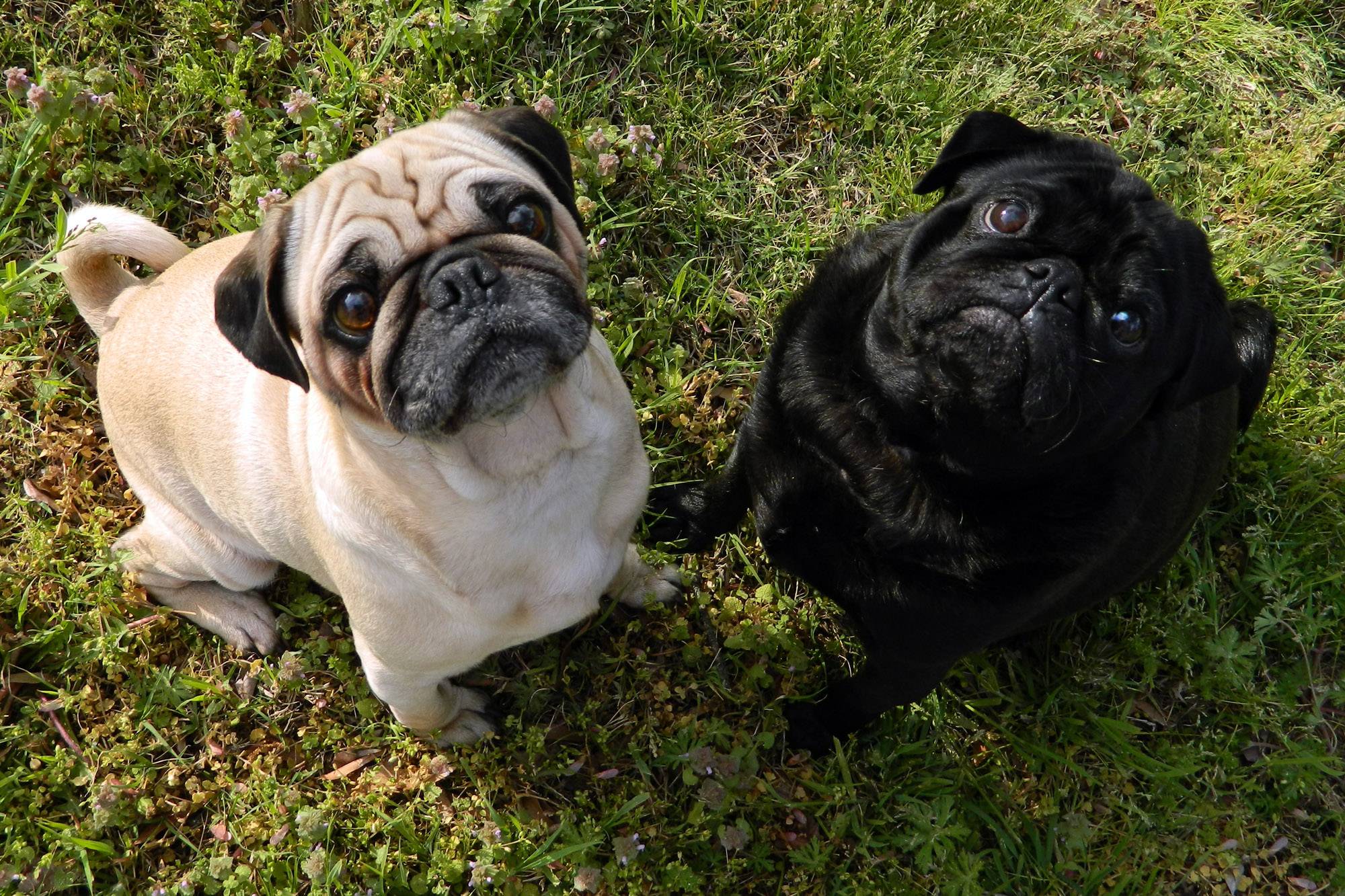
Un pug negro (derecha) y uno arena (izquierda), de los cuales están basados Bingo y Rolly.

La historia se centra en dos divertidos cachorros pug, Bingo y Rolly, cuyos apetitos de búsqueda de emoción los llevan a las aventuras diarias alrededor de su vecindario y más allá.

## Producción
Harland Williams es un productor consultor en el programa con Sean Coyle sirviendo como productor ejecutivo. Dean Batali (That 70s Show) ha sido nombrado editor de la historia. Puppy Dog Pals es una producción de Wild Canary en asociación con Disney Junior.

## Personajes

### Principales
- Bingo (voz de Issac Ryan Brown) es un cachorro pug negro de 8 años de edad con un collar azul. Él es el líder de los dos y es el hermano mayor de Rolly.
- Rolly (voz de Sam Lavagnino) es un cachorro de 8 años de edad, de color marrón claro con un collar rojo. Es un cachorro tierno y ocurrente. Es el hermano menor de Bingo. En "Bob Loves Mona", comienza un mal hábito de masticar todo lo que puede encontrar.
- Hissy (voz de Jessica DiCicco) es una sarcástica gata púrpura de 10 años de edad. En algunos episodios, ella termina de ir junto con Bingo y Rolly en sus misiones. Estos episodios son: "Un Esquema de Pyramaid", "El Gran Día de Hissy" y "Bob Loves Mona".
- Bob (voz de Harland Williams) es el dueño de Bingo, Rolly, Hissy y ARF. Trabaja como inventor.
- A.R.F. (siglas de Auto-Doggy Robotic Friend, voz de Tom Kenny) es un perro robótico que Bob inventó. Aparece por primera vez en el episodio "A.R.F.". Más adelante en la serie, él es actualizado por Bob en "Go, Dog, Go!".
- Keia (voz de Shiloh Nelson) Una nueva cachorra propiedad de los vecinos de al lado de Bob, Chloe y su madre. Keia también se hace amiga cercana de Bingo, Rolly y Hissy desde que los conoció. También es conocida por usar una camisa de manga larga de color turquesa y un collar rosa con una estrella dorada. Apareció por primera vez en "A New Pup in Town". Su mejor amiga es Lollie, y su juguete favorito es "Monomeja" (mezcla entre mona y coneja).
- Lollie (voz de Giselle Eisenberg) Una cachorra blanca y negra Cavalier King Charles Spaniel con un collar verde cuyas patas traseras están paralizadas. Apareció por primera vez en "Adopt-A-Palooza". Su mejor amiga es Keia.
- Strawberry (se comunica con chillidos) es una mariquita que, como Bingo, Rolly y Hissy, es una amiga cercana de Keia, tanto que Strawberry se queda con Keia la mayor parte del tiempo. Al igual que Keia, Strawberry también hizo su debut en "A New Pup in Town". Keia le ha dado su nombre porque, según ella parece una fresa debido a su cuerpo rojo con manchas negras.

### Recurrentes
- Cupcake (voz de Jill Talley) es un cachorro de color rosa a la que no le gusta Bingo y Rolly. Ella es la principal antagonista de la serie (a veces se alía con ellos).
- Rufus es el bulldog con un Collar Negro que siempre está con Cupcake y no habla. Siempre persigue a Bingo y Rolly varias veces.
- Orby (voz de Jet Jurgensmeyer)
- Baseball Announcer (voz de Bob Uecker)
- Captain Dog (voz de Patrick Warburton) es la estrella del programa de televisión favorito de los cachorros.
- Frank Exposition (voz de Leslie David Baker) es un hombre que se suele ver de vacaciones con su esposa durante las misiones de Bingo y Rolly. En "A Pyramid Scheme" se enreda en cintas, lo que lleva a Bingo y a Rolly confundirlo con una momia.
- Esther Exposition (voz de Cheri Oteri) es la esposa de Frank. En "Hissy's Big Day", se muestra que tiene una iguana de mascotas llamado Iggy.
- Daisy (voz de Yvette Nicole Brown) es un Pastor alemán amable.
- Bulworth (voz de Huey Lewis) es el perro de la chatarrería.
- Hedgie the Hedgehog (voz de por Jack McBrayer)
- The Go-Long Retriever es el juguete que asustó a Bingo y a Rolly.
- Johnathan (voz de Jeff Bennett) es el amigo gaviota de Bingo y Rolly.
- Cagey (voz de Jeff Bennett) es el amigo hámster de Bingo y Rolly que vive en una jaula en la tienda de mascotas.
- Crumpet (voz de Jeff Bennett) es el perro real.
- Whaley (voz de Jessica DiCicco) es la ballena que Bingo y Rolly ayudaron.
- Postman
- Nelly (voz de Grey DeLisle)
- Miss Mudge (voz de Alanna Ubach)
- Guard Dog (voz de Kevin Michael Richardson)
- Chloe (voz de Emma Shannon) es una niña pequeña que es la vecina de Bob y la dueña de Keia.
- Chloe's Mom (voz de Tara Strong) es la madre de Chloe.
- Bob's Mom (voz de Tress MacNeille) es una anciana que aparece en "Special Delievry" y "Your Royal Pug-Ness".
- Bizzy the Beaver (voz de Kevin Michael Richardson) es un castor marrón claro y es el amigo de Bingo y Rolly.
- Strider the Sheepdog (voz de Mo Collins) es un perro pastor que habla rápido que aparece en el episodio "Counting Sheep".

## Episodios
| Temporada | Temporada | Episodios | Estados Unidos         | Estados Unidos          | Latinoamérica           | Latinoamérica   | España                                                 | España                   |
| Temporada | Temporada | Episodios | Comienzo               | Final                   | Comienzo                | Final           | Comienzo                                               | Final                    |
| --------- | --------- | --------- | ---------------------- | ----------------------- | ----------------------- | --------------- | ------------------------------------------------------ | ------------------------ |
|           | 1         | 25        | 14 de abril de 2017    | 27 de julio de 2018     | 5 de agosto de 2017     | octubre de 2018 | 22 de enero de 2018 (DJ) 15 de septiembre de 2018 (DC) | 21 de abril de 2019 (DC) |
|           | 2         | 30        | 12 de octubre de 2018  | 11 de octubre de 2019   | enero de 2019           | marzo de 2020   | 22 de septiembre de 2019 (DC)                          | 2021                     |
|           | 3         | 25        | 8 de noviembre de 2019 | 15 de octubre de 2020   | 10 de agosto de 2020    | 2021            | 2020                                                   | 2021                     |
|           | 4         | 16        | 23 de octubre de 2020  | 19 de noviembre de 2021 | 20 de diciembre de 2021 | 2022            | 2022                                                   | 2022                     |

## Estreno
Puppy Dog Pals se estrenó en Disney Junior en Canadá el 23 de abril. En Latinoamérica se preestrenara la serie el 5 de agosto de 2017 en Disney Junior y en Disney Channel y se estrenara el 12 de agosto de 2017. En Australia y Nueva Zelanda, la serie se estrenara en octubre de 2017 en Disney Junior. En el Reino Unido e Irlanda, la serie se estrenara en Disney Junior el 11 de octubre de 2017. En España, la serie se estrenará en otoño en Disney Junior y en septiembre de 2017 en Disney Channel.